# Artefakt (výtvarné umění)
Artefakt ve výtvarném umění je smyslově konkrétní výtvor, u kterého je termínem zdůrazňován vedle záměrnosti prvek uměleckosti. Označuje díla z pomezí umění, u nichž není přiřazení do umění zcela jednoznačné z hlediska dobového estetického a uměleckého vědomí, platné klasifikace umění, kulturních a uměleckých tradic, vžité hodnotové soustavy apod. 